# Гаспар Рубіо
Гаспар Рубіо (ісп. Gaspar Rubio Meliá; 14 грудня 1907, Серра, Валенсія, Іспанія — 3 січня 1983, Мехіко, Мексика) — іспанський футболіст, що грав на позиції нападника. По завершенні ігрової кар'єри — тренер.
Має один з найкращих показників у збірній Іспанії за середньою результативністю — 2,25 голи за матч.

## Клубна кар'єра
|           |                                     |  |
|           |                                     |  |
| Роки      | Клуб                                |  |
| 1926—1928 | «Леванте»                           |  |
| 1928—1930 | «Реал» (Мадрид)                     |  |
| 1930—1931 | «Хувентуд Астуріана» (Гавана, Куба) |  |
| 1930—1931 | «Реал Еспанья» (Мехіко, Мексика)    |  |
| 1931—1932 | «Реал» (Мадрид)                     |  |
| 1932—1933 | «Атлетіко» (Мадрид)                 |  |
| 1934—1936 | «Валенсія»                          |  |
| 1937      | «Леванте»                           |  |
| 1939      | «Реал» (Мадрид)                     |  |
| 1939—1940 | «Рекреатіво Гранада»                |  |
| 1940—1941 | «Реал» (Мурсія)                     |  |
| 1941—1942 | «Леванте»                           |  |
| 1942—1943 | «Рекреатіво Гранада»                |  |
| 1944—1945 | «Леванте»                           |  |
| 1945—1947 | «Мелілья»                           |  |

Найбільш вдалими у клубній кар'єрі були два сезони у мадридському «Реалі» наприкінці 20-х років. У першому розіграші Прімери здобув титул віце-чемпіона. Фіналіст двох розіграшів Королівського кубка (1929, 1930). Двічі входив до списку найрезультативніших гравців іспанського чемпіонату (1929 — 11 голів, 1930 — 19).
За п'ять сезонів у Прімері захищав кольори чотирьох клубів: «Реал» (Мадрид), «Валенсія», «Реал» (Мурсія) і «Рекреатіво Гранада». Провів 62 гри, забив 37 м'ячів.

## Виступи у збірній
У складі національної збірної дебютував 17 березня 1929 року. На матч зі збірною Португалії вийшли представники двох клубів: сім гравців з мадридського «Реала» і четверо — з барселонівського «Еспаньйола». Гра завершилася з рахунком 5:0, а Гаспар Рубіо відзначився хет-триком. Наспупного місяця у Сарагосі іспанські футболісти завдали нищівної порозки збірній Франції (8:1). Гаспар Рубіо забив половину м'ячів своєї команди (на 40, 56, 77 1 81 хвилинах). «Гол престижу» на рахунку майбутнього учасника трьох чемпіонатів світу Еміля Венанта.
15 травня на мадридському «Метрополітано» іспанці здобули перемогу над збірною Англії (4:3). Це була перша поразка «родоначальників футболу» за межами Британських островів. У господарів відзначилися: Гаспар Рубіо (2 голи), його одноклубник Хайме Ласкано і гравець «Осасуни» Севе Гойбуру, у британців два м'ячі забив Джозеф Картер з «Вест-Бромвіч Альбіону» і один — Джозеф Бредфорд з «Бірмінгем Сіті». Ворота іспанців у тому матчі захищав славетний Рікардо Самора.
1 січня 1930 року у Барселоні провів останню гру за збірну Іспанії. Суперником була потужна збірна Чехословаччини (Ярослав Бургр, Франтішек Свобода, Антонін Водічка, Карел Пешек, Франтішек Юнек, Йозеф Сильний, Антонін Пуч та ін.). У господарів вийшла команда з восьми гравців місцевих клубів, Гаспар Рубіо і два захисника «Алавеса» Хасінто Кінкосес та Сіріако Еррасті. Єдиний м'яч на 75-й хвилині забив нападник «Барселони» Хосе Састре. У чотирьох матчах, за участю Гаспара Рубіо, збірна Іспанії здобула чотири перемоги, різниця голів 18 — 4.

## Кар'єра тренера
|           |                              |  |
|           |                              |  |
| Роки      | Клуб                         |  |
| 1939—1940 | «Рекреатіво Гранада»         |  |
| 1945      | «Леванте»                    |  |
| 1945—1947 | «Мелілья»                    |  |
| 1947—1950 | «Еркулес» (Аліканте)         |  |
| 1950—1951 | «Рекреатіво Гранада»         |  |
| 1951—1952 | «Атлетіко Балеарес»          |  |
| 1952—1953 | «Оріуела Депортіва»          |  |
| 1953      | «Еркулес» (Аліканте)         |  |
| 1954      | «Лейда»                      |  |
| 1957      | «Америка» (Мехіко, Мексика)  |  |
| 1957—1958 | «Атланте» (Мехіко, Мексика)  |  |
| 1958—1959 | «Депортіво Толука» (Мексика) |  |